# 摩爾門教民歌
摩爾門教民歌泛指由在19世紀中期到20世紀初於現代的猶他州摩爾門教拓荒者所唱的民謠，當中歷史源自19世紀中期，亦為猶他州音樂中扮演著一個非常重要的歷史角色。歌曲的內容有宗教性質。摩爾門民謠音樂的流行度隨著錄音音樂的出現而下降。然而，獨特的摩爾門民謠音樂的流行度在19世紀末之前就已經開始下降。摩爾門民歌通常展示了拓荒者時代摩爾門的團結和社區價值觀。

## 摩爾門民歌的歷史
1847年，楊百翰帶領第一批摩爾門拓荒者進入後來成為鹽湖城的地區，猶他州和大盆地地區逐漸被後期聖徒所居住。:xv 傳統的民謠在摩爾門拓荒者和早期定居者的生活中扮演了重要角色。 歌曲詳細描述了聖徒們從1830年在紐約州組織教會，到俄亥俄州科特蘭和伊利諾伊州納府, 再到橫跨平原的旅程和在鹽湖谷的生活。 此外，一些獨特於LDS教會的文化和宗教主題使得摩爾門民謠音樂與美國其他民謠音樂有所不同，許多歌曲讚頌教會領袖並推廣對教會教義的服從。:8, 33–35, 141
歌曲通常有簡單的旋律、易於記憶的歌詞，並具有足夠廣泛的吸引力以便當代摩爾門教徒演唱。摩爾門民謠音樂主要由流行歌曲的改編以及來自美國和歐洲的傳統民謠組成。:120 由於許多早期的摩爾門教徒來自不同國家並說著不同的語言，音樂成為共享和保存文化遺產以及與他人交流的一種方式。:112 可以從他們所唱歌曲的類型和歌詞中推測出歷史上後期聖徒的態度和信仰。
在第一代拓荒者期間，樂器僅限於小提琴、班卓琴和吉他，許多歌曲會用這些樂器伴奏或無伴奏演唱。第一台鋼琴於1851年被帶到猶他州，許多流行民謠的鋼琴編曲也被寫成。:64

## 歌曲主題
一些歌曲描述了艱苦的橫跨平原到猶他的旅程。 像其他許多橫越大陸的拓荒者一樣，大多數摩爾門教徒是由牛或馬拉的馬車西行，一些歌曲在摩爾門和非摩爾門拓荒者之間共享。 這段旅程困難且經常危險，發生了像威利和馬丁手推車公司的悲劇。手推車拓荒者們經常在艱難的旅途中唱歌以振奮精神，這些音樂在拓荒者社區生活中扮演了重要角色。:68, 109 許多在到達猶他期間流行的歌曲反映了拓荒者們相信自己是上帝選民的信仰，並認為這一使命要求他們相應地行動。:7
摩爾門拓荒者所唱的歌曲與其他地方的民謠相似。當時的民謠通常有愛情、求愛和犯罪等主題，還有拓荒者的勇氣、輕鬆愉快的性格和樂觀精神。:7 音樂中還表達了拓荒者對新發現的山區家園的熱愛，這裡讓他們建立了一個免受迫害的社區。:4–5:120 現在LDS教會的成員仍然唱著修改版的《手推車歌》，其旋律是《食人島國王》。
《手推車歌》（合唱）

有人推，有人拉

我們快樂地上山

快樂地前行

直到我們到達山谷！
拓荒者到達西部後的艱辛繼續著，他們在大盆地的最初幾年以農作物失敗、經濟困難、健康問題、對聯邦政府的恐懼和敵意以及爭取州地位為標誌。:xv 許多這段時間的民謠反映了拓荒者在猶他州的持續鬥爭。:23 其他歌曲則傳達了教會的教義和價值觀，例如祈禱、家庭之愛、基督教信仰和兄弟情誼、向他人傳福音、來自上帝的啟示以及敬拜的喜悅。:35:8
其他摩爾門民謠則講述了歷史事件，如猶他州的黑鷹戰爭、第一條橫貫大陸鐵路的建設、:92–93 摩爾門營、:35–36 海鷗奇蹟、:76–77 甚至因一夫多妻制而入獄，這在1880年代對於一夫多妻制的摩爾門教徒來說相當普遍。這些歌曲既為娛樂，也為傳達共同的文化經驗。歌曲還被用作講故事和歷史保存的手段，許多摩爾門民謠提供了對歷史事件的驚人準確的記述。:iv:22
一些歌曲表達了摩爾門教徒對美國聯邦政府的敵意。:23 由於當時猶他州的政治統一和持續的一夫多妻制，猶他州直到1896年才被授予州地位。:105 許多當時的猶他州居民對「山姆大叔」抱有負面情緒，這種情緒在1857年猶他戰爭期間的歌曲中特別明顯。例如《Doo Dah摩爾門歌》，其旋律與斯蒂芬·福斯特的《坎普頓賽馬》相似。:xvii:84–86
《Doo Dah摩爾門歌》（合唱）

然後讓我們站在

楊百翰的身邊，

如果敵人出現，

我們會將他們掃出這片土地。

## 摩爾門民謠音樂的衰退
20世紀初，隨著錄音音樂和廣播音樂的出現，猶他州的傳統歌曲被取代，這與全國傳統音樂的趨勢一致。然而，獨特的摩爾門民謠歌曲的流行度在此之前已經消退。1896年猶他成為州後，許多摩爾門民謠——特別是那些表達對聯邦政府恐懼和敵意的歌曲——不再顯著。:xx
後期聖徒今天仍然唱著一些民謠，例如《手推車歌》。通常這是在紀念拓荒者日，即第一批摩爾門拓荒者抵達猶他的周年紀念日，這些歌曲作為與過去的聯繫。:15–16 1982年，楊百翰大學成立了民謠音樂合奏團，該團體在2021年仍在演出。

## 錄音和藝術家
在1950年代至1970年代的民謠熱潮期間，一些藝術家錄製了摩爾門民謠。也許最著名的是羅莎莉·索雷爾斯，她專門錄製了一整張關於摩爾門民謠的唱片。 聖殿廣場唱詩班也表演了各種摩爾門民謠，包括2009年的《美國民謠聖歌和靈歌》專輯。 幾個猶他州的民謠樂隊，包括三重奏、 迪賽雷特弦樂隊、 蜂巢樂隊、 和水獺溪 都將傳統摩爾門民謠作為他們的曲目之一。

## 範例
Come Thou Fount of Every Blessing: American Folk Hymns & Spirituals (聖殿廣場唱詩班), Intellectual Reserve
Folk Songs of Idaho and Utah (羅莎莉·索雷爾斯演唱), Folkways Records FH 5343
The Iron Horse (三重奏演唱的摩爾門民謠)
Hymns, Songs and Fiddle Tunes of the Utah Pioneers (迪賽雷特弦樂隊的雙CD專輯)
Mormon Folk Songs (L.M. Hilton演唱), Folkways Records FW02036